# Hermann Güttler
Hermann Güttler   (Königsberg i Kaliningrad, 7 d'octubre de 1887 - Berlín, 20 d'abril de 1963) fou un compositor i musicògraf alemany.
Fou professor d'història i estètica de la música en el conservatori de la seva ciutat natal, crític musical d'Ostpreussische Zeitung, i estigué present en diversos congressos internacionals de música.
Els seus estudis envers la música popular del Volga, Caucas i Armènia són exposats en l'obra Die älteste asiatische Ton Systematik, ihre Entwicklung und ihre Auswirkung auf die Musiktheorie des Abendlandes, que cridà molt l'atenció en el Congrés de París de la Societat Internacional de Música, de 1914.
Com a compositor, va produir nombroses obres per a orquestra, l'òpera Sakuntala (1917), peces per a piano i alguns cicles de lieder.